# Susan Clancy
Susan Clancy (...) è una psicologa statunitense.

## Carriera
Nel 2001 Susan Clancy ha conseguito il PhD in psicologia sperimentale presso l'Università di Harvard. Dopo il dottorato ha lavorato per otto anni come ricercatrice al Dipartimento di Psicologia dell'Università di Harvard. Attualmente lavora in Nicaragua all'INCAE Business School, dove è professore associato nel settore del Comportamento Organizzativo e direttrice dell'INCAE Center for Women's Leadership.
Clancy è un'importante ricercatrice nel campo della memoria e della psicologia cognitiva.
Durante il periodo trascorso ad Harvard, le sue ricerche si sono concentrate sull'impatto dei traumi sulla memoria e sulla sensibilità individuale alla creazione di falsi ricordi. La ricercatrice ha studiato anche le correlazioni tra i falsi ricordi, la paralisi nel sonno e l'ipnosi regressiva. Inizialmente le sue ricerche sono state condotte su persone che si erano ricordate di abusi sessuali subiti da bambini; la Clancy ha accertato che molti di questi ricordi erano falsi, ma non era stato possibile stabilire se queste persone avevano subito realmente abusi. Per studiare meglio i falsi ricordi, la studiosa ha allora rivolto la sua attenzione alle memorie ritrovate di eventi che quasi certamente non sono mai accaduti, come i rapimenti alieni; ciò le ha permesso di investigare sulle possibili differenze individuali che possono favorire lo sviluppo di falsi ricordi. Sulle sue ricerche, la Clancy ha pubblicato due libri e numerosi articoli su riviste scientifiche di psicologia e psichiatria. Inoltre ha preso parte a programmi televisivi trasmessi in USA sugli UFO e i rapimenti alieni.
Dopo il suo trasferimento all'INCAE, le ricerche della Clancy si sono orientate sui comportamenti organizzativi e sulle differenze di stile esistenti tra uomini e donne nel campo della leadership.

## Pubblicazioni

### Libri
- Abducted: How People Come to Believe They Were Kidnapped, Harvard University Press, 2005
- The Trauma Myth: The Truth about the Sexual Abuse of Children—and its Aftermath, Perseus Books, 2010

### Articoli
- Clancy, S. A., McNally, R. J. & Schacter, D. L. (1999). Effects of guided imagery on memory distortions in women reporting recovered memories of childhood sexual abuse. Journal of Traumatic Stress, 12, 4, 559-569
- Clancy, S. A., McNally, R. J., Schacter D.L., Lenzenweger M.F., Pitman R.K. (2002). Memory Distorsion in People Reporting Abduction by Aliens. Journal of Abnormal Psychology, Vol. 111, N° 3, 455-461
- McNally, R. J., Lasko, N. B., Clancy, S. A., Macklin, M. L., Pitman, R. K. & Orr, S. P. (2004). Psychophysiological responding during script-drive imagery in people reporting abduction by space aliens. Psychological Science, 15, 7, 493-497.
- Clancy, S. A. & McNally, R. J. (2004). Sleep paralysis in adults reporting repressed, recovered, or continuous memories of childhood sexual abuse. Journal of Anxiety Disorders, 19, 595-602
- Clancy, S. A. & McNally, R. J. (2005). Sleep paralysis, sexual abuse, and space alien abduction. Transcultural Psychiatry, 42, 1, 113-122.
- Clancy, S. A. & McNally, R. J. (2005). Recovered Memories of Sexual Abuse: Forgetting as a Consequence of Voluntary Suppression. Scientific Review of Mental Health Pratices.
- McNally, R. J., Clancy, S. A., Barrett, H. M. & Parker, H. A. (2005). Reality monitoring in adults reporting repressed, recovered, or continuous memories of childhood sexual abuse. Journal of Abnormal Psychology, 114, 1, 147-152.
- McNally, R. J., Perlman, C. A., Ristuccia, C. S. & Clancy, S. A. (2006). Clinical characteristics of adults reporting repressed, recovered, or continuous memories of childhood sexual abuse. Journal of Consulting and Clinical Psychology, 74, 2, 237-242.
- Clancy, S. A. & McNally, R. J. (2006). Autobiographical Memory Specificity in Adults Reporting Memories of Chilhood Sexual Abuse. Cognition & Emotion, Issue 3 & 4.
- Clancy, S. A. & McNally, R. J. (2006). Sleep Paralysis and Recovered Memories of Chilhood Sexual Abuse: A reply to Pendergrast. Journal of Anxiety Disorders, Volume 20, Issue 4.
- Clancy, S. A. & McNally, R. J. (2006). Who Needs Repression. Social Science and Clinical Psychology.